# Arthur Bernardes (treinador de futebol)

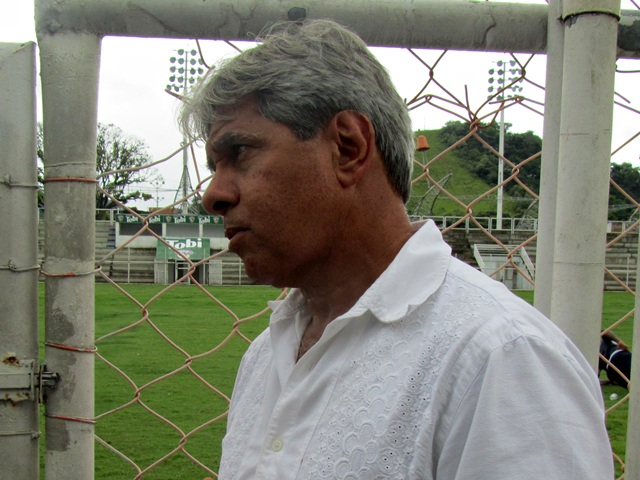
Imagem do treinador brasileiro Arthur Bernardes.

Arthur Bernardes Ribas da Silva Filho, mais conhecido como Arthur Bernardes, (Rio de Janeiro, 15 de maio de 1955) é um treinador de futebol brasileiro que atualmente está sem clube.

## Carreira
Começou sua carreira de treinador no Madureira, em 1988
Em 1990 assumiu o Atlético Mineiro e foi vice-campeão estadual. No mesmo ano foi Campeão do torneio Ramon de Carranza (Espanha), 3º colocado na Copa do Brasil e 5º no Campeonato Brasileiro (com o maior número de pontos corridos).
Em 1991 trabalhou no Sport Recife, tirando o time do último lugar no Campeonato Brasileiro, e permanecendo na 1ª divisão.
Em 1992, foi contratado pelo Fluminense-RJ. Foi vice-campeão da Taça Rio e só não se classificou entre os oito finalistas do Campeonato Brasileiro, por 1 ponto.
No ano seguinte, trabalhou no Goiás-GO, assumindo o time na 9ª posição do Campeonato Goiano, e terminando como vice-campeão.
Treinou o Marília-SP em 1993 e 2006, quando disputou a Série B do Campeonato Brasileiro. Neste último ano, revelou vários jogadores que foram vendidos a grandes Clubes Brasileiros.
Iniciou o ano de 1994 contratado pelo Bahia-BA, disputando o 1º turno. Neste mesmo ano foi contratado pelo União da Madeira (Ilha da Madeira), assumindo o clube na última colocação do Campeonato (1ª divisão) e terminando como Campeão.
Em 1995, é contratado pelo Flamengo, sendo auxiliar-técnico de Washington Rodrigues (Apolinho), quando foi vice-campeão da Supercopa Libertadores. Bernardes foi quem de fato ficou com o aspecto técnico, enquanto Apolinho encarregou-se da harmonia interna.
Em 1996, 1997 e 1998 trabalhou em um dos clubes de maior história dos Emirados Árabes, o Al Wasl F. C. Foi campeão da Liga e vice-campeão da Copa do Presidente. No ano seguinte ficou em 3º lugar tanto na Copa da Liga, como na Copa do Golfo. Posteriormente (entre março de 2003 a 2004) retornou ao clube, tirando-o da zona do descenso, classificando-o em 3º lugar na Copa do Presidente. No ano seguinte, ficou em 4º lugar na Liga.
Em 2001 trabalhou também na Arábia Saudita no Al-Shabab, sendo vice-campeão da Copa da Ásia..
Em 2002, foi contratado pelo Botafogo-RJ. Treinou a equipe em 4 partidas (contra Santos, Atlético Mineiro, Cruzeiro e Internacional). Obteve 1 derrota e 3 empates. Apesar dos bons resultados, o Clube passava por mais uma das sérias crises financeiras e Arthur não terminou seu contrato.
Em 2008 e 2009, trabalhou no Atlético Petróleos Luanda e terminou o Campeonato em 3º lugar.
Em dezembro de 2012, foi anunciado como novo treinador do Atlético-PR sub-23 para a disputa do Campeonato Paranaense de 2013
. Fez um excelente trabalho. Foi Campeão do 2º turno com apenas uma derrota, e vice-campeão estadual jogando contra o Coritiba (time principal). Ainda em 2013, disputou e conquistou a Copa Yokohama (Alemanha) e também outro torneio na Holanda. Revelou vários jogadores que ainda no mesmo ano ocuparam vagas no time principal. Saiu ao final do contrato (dezembro 2013), para assumir o Gangwon da Coréia do Sul.
Em 15 de março, a Sociedade Esportiva do Gama, do Distrito Federal, anunciou a contratação do treinador. No dia 04 de maio de 2016, Arthur deixou o comando do Gama, ele comandou o clube na Copa Verde e no estadual, foram 4 vitórias, 8 empates e 3 derrotas, somando 44, 4% de aproveitamento com o time, sendo vice campeão da Copa Verde. Arthur Bernardes acertou com o Nacional-AM para comandar o clube no estadual de 2017, assinando por 4 meses. Após o campeonato amazonense, Arthur se desligou da equipe, pois não teriam calendário para o restante da temporada.
Em 4 de fevereiro de 2018 o Nacional-AM anunciou o retorno do treinador vice campeão estadual de 2017 com o Naça, Arthur Bernardes comandará o alviceleste na Copa do Brasil e no Amazonense.

## Títulos
- Troféu Ramón de Carranza: 1990
- Torneio da Ilha da Madeira : 1995
- Campeonato dos Emirados Árabes Unidos: 1997

## Campanhas em destaque

### Gama-DF
- Vice campeão da Copa Verde: 2016

### Nacional-AM
- Vice campeão do Campeonato Amazonense: 2017